# Międzychód (stacja kolejowa)
Międzychód – stacja kolejowa w Międzychodzie, w województwie wielkopolskim, w Polsce. Obecnie stacja czynna jest tylko do ruchu towarowego (przeważnie do Międzyrzecza) oraz do ruchu turystycznego. Połączenia pasażerskie zlikwidowano pod koniec XX wieku ze względu na fatalny stan linii kolejowej Rokietnica–Skwierzyna i Szamotuły–Międzychód.
Z dniem 29 czerwca 2014 reaktywowano na krótko połączenie kolejowe Międzychodu z Poznaniem. Pociągi kursowały na tej trasie w każdą niedzielę wakacji.
W latach 2013–2016 na stacji odbywała się w sierpniu Parada Lokomotyw. Z powodu decyzji PKP PLK o wyłączeniu z eksploatacji linii Wierzbno–Międzychód oraz wszystkich torów stacji Międzychód, w 2017 impreza nie odbyła się.